# Orca Symphony No. 1
Orca Symphony No. 1 (noto anche semplicemente come Orca) è il quarto album in studio del cantautore statunitense Serj Tankian, pubblicato il 25 giugno 2013 dalla Serjical Strike Records.

## Antefatti
La prima sperimentazione di Tankian con la musica classica avvenne con l'album dal vivo Elect the Dead Symphony, realizzato con la Orchestra Filarmonica di Auckland, la quale eseguì rifacimenti di molti dei brani tratti dal primo album Elect the Dead, mentre il secondo album Imperfect Harmonies unisce elementi rock con altre tratte dalla musica sinfonica; proprio dalla lavorazione di Imperfect Harmonies vennero alla luce i primi due atti dell'album.
Come si deduce dal titolo, Orca Symphony No. 1 si tratta della sua prima vera sinfonia e a detta di Tankian «l'orca è conosciuta come la balena assassina, ma in realtà è un delfino nero, un simbolismo della dicotomia umana». Inoltre, i quattro atti vogliono rappresentare quattro elementi differenti tra loro: la terra, il cielo, l'acqua e il sottosuolo, ovvero «quattro zone differenti della Terra, non tutti necessariamente abitati dall'orca, ma sicuramente controllati dagli uomini».

## Promozione
Orca Symphony No. 1 è stato presentato per la prima volta dal vivo il 28 ottobre 2012 presso il Brucknerhaus di Linz (Austria). Tutti e quattro gli atti strumentali dell'album sono stati eseguiti dall'orchestra Das Karussell, condotta da Werner Steinmetz e che ha anche provveduto all'esecuzione di gran parte dei brani provenienti dall'album dal vivo Elect the Dead Symphony. La versione in studio del disco è stata distribuita digitalmente verso la fine del mese di novembre 2012 a tutti coloro che hanno finanziato la campagna di crowdfunding su Kickstarter atta all'organizzazione del sopramenzionato concerto di debutto dell'album, mentre il 25 giugno 2013 è stata commercializzata la versione fisica, la quale contiene i quattro atti registrati dalla Das Karussell Orchestra il 27 ottobre 2012 al Brucknerhaus di Linz. L'edizione deluxe pubblicata sull'iTunes Store contiene sia gli atti registrati in studio che quelli registrati dal vivo.
Il 9 maggio 2013 è stato pubblicato il video musicale di una versione ridotta di Act I - Victorious Orcinus, diretto da Aaron Faulls. Il 22 luglio seguente il sito Artistdirect ha pubblicato in'anteprima il video di Act II - Oceanic Subterfuge, diretto anch'esso da Aaron Faulls.
In conclusione del tour estivo dei System of a Down, Tankian è partito con il tour orchestrale il 19 settembre 2013 da Kiev (Ucraina), nel quale sono stati eseguiti tutti e quattro gli atti di Orca con l'aggiunta della maggior parte dei brani provenienti da Elect the Dead Symphony.

## Accoglienza
Una prima recensione di Orca Symphony No. 1 giunse il 19 giugno da parte del sito UltimateGuitar.com, il quale diede al disco un voto complessivo di 7,7 su 10 e definì inoltre il primo atto come «un pezzo cinematografico [...] dotato di melodie grandi e ben segnalate».

## Tracce
1. Act I - Victorious Orcinus – 8:45
2. Act II - Oceanic Subterfuge – 8:05
3. Act III - Delphinus Capensis – 7:58
4. Act IV - Lamentation of the Beached – 8:53

Tracce bonus nell'edizione deluxe di iTunes
1. Act I - Victorious Orcinus (Studio Version) – 9:07
2. Act II - Oceanic Subterfuge (Studio Version) – 8:12
3. Act III - Delphinus Capensis (Studio Version) – 8:23
4. Act IV - Lamentation of the Beached (Studio Version) – 8:35

## Formazione
- Serj Tankian – composizione, orchestrazione, produzione, missaggio, mastering

Altri musicisti (tracce 1-4)
- Vincent Pedulla – arrangiamento
- Das Karussell – orchestra
- Werner Steinmetz – direttore d'orchestra
- Erwin Khachikian – pianoforte
- Vardan Grigoryan – duduk

## Classifiche
| Classifica (2013)       | Posizione massima |
| ----------------------- | ----------------- |
| Stati Uniti (classical) | 20                |